# Turov (Moravany)
Turov je vesnice, část obce Moravany v okrese Pardubice. Nachází se asi 4 km na východ od Moravan. V roce 2009 zde bylo evidováno 74 adres. V roce 2001 zde trvale žilo 138 obyvatel. Ve vesnici se nachází náměstí, na němž je hřiště, hospoda a kaple. V okolí se nachází vesnice Slepotice, Uhersko a Čeradice.
Turov leží v katastrálním území Turov nad Loučnou o rozloze 3,3 km2.
 Zajímavostí je, že první písemnou zmínku o Turově nacházíme v roce 1308. V roce 2008 bylo v obci oslaveno výročí 700 let Turova